# Gnophos juravolans
Gnophos juravolans là một loài bướm đêm trong họ Geometridae.